# Śląski Oddział Straży Granicznej

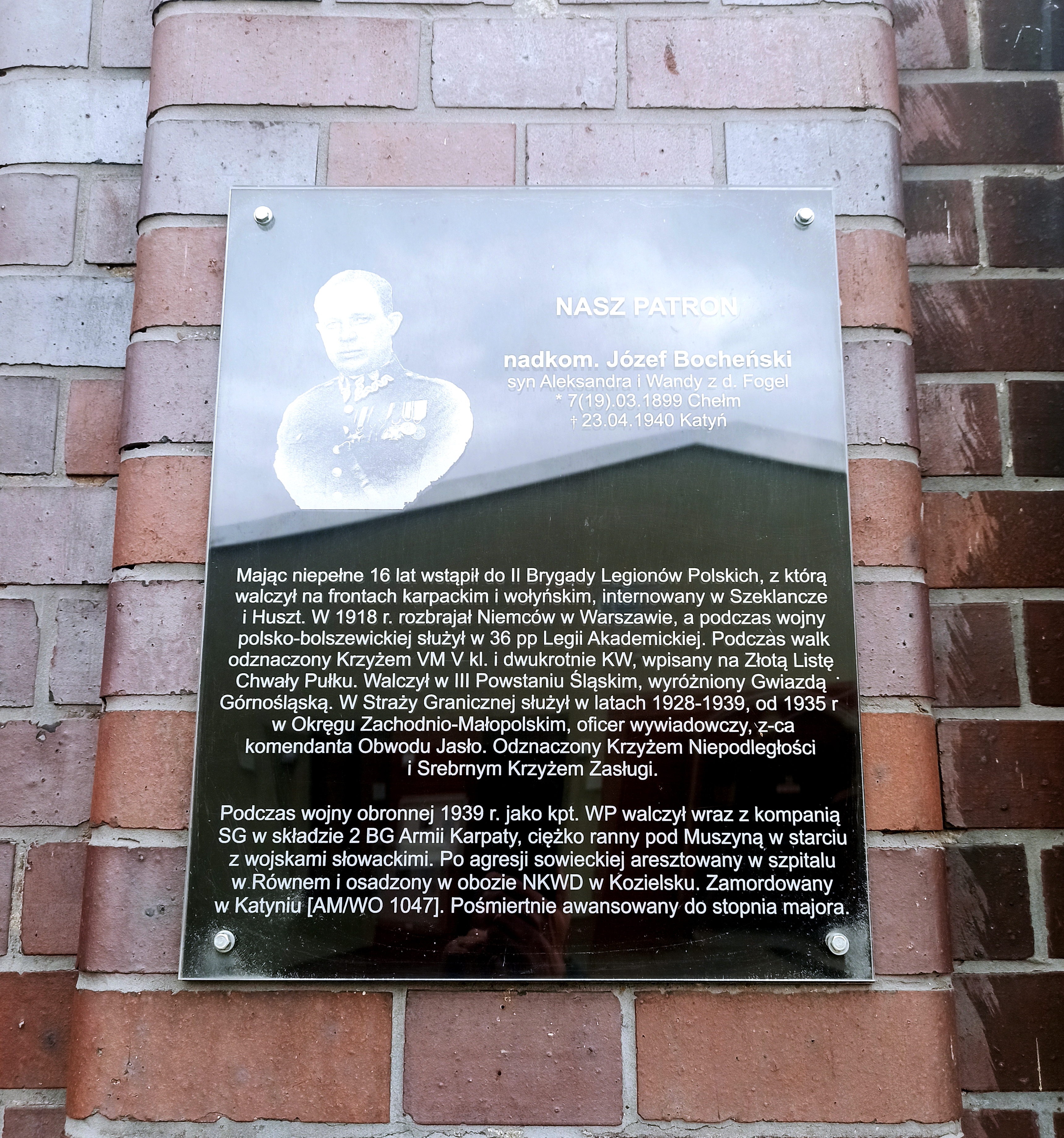
Tablica upamiętniająca patrona oddziału umieszczona przy drzwiach wejściowych do budynku komendy oddziału (luty 2024)

Śląski Oddział Straży Granicznej imienia nadkom. Józefa Bocheńskiego z siedzibą w Raciborzu – jeden z dziewięciu oddziałów Straży Granicznej ochraniający granicę polsko-czeską i polsko-słowacką. Oddział został zlikwidowany 30 czerwca 2013 i reaktywowany 1 września 2016. Przywrócona jednostka obejmuje obszar województwa śląskiego i opolskiego z placówkami SG w: Opolu, Bielsku-Białej, Rudzie Śląskiej, Katowicach-Pyrzowicach, Sosnowcu oraz w Częstochowie.

## Formowanie i zmiany organizacyjne

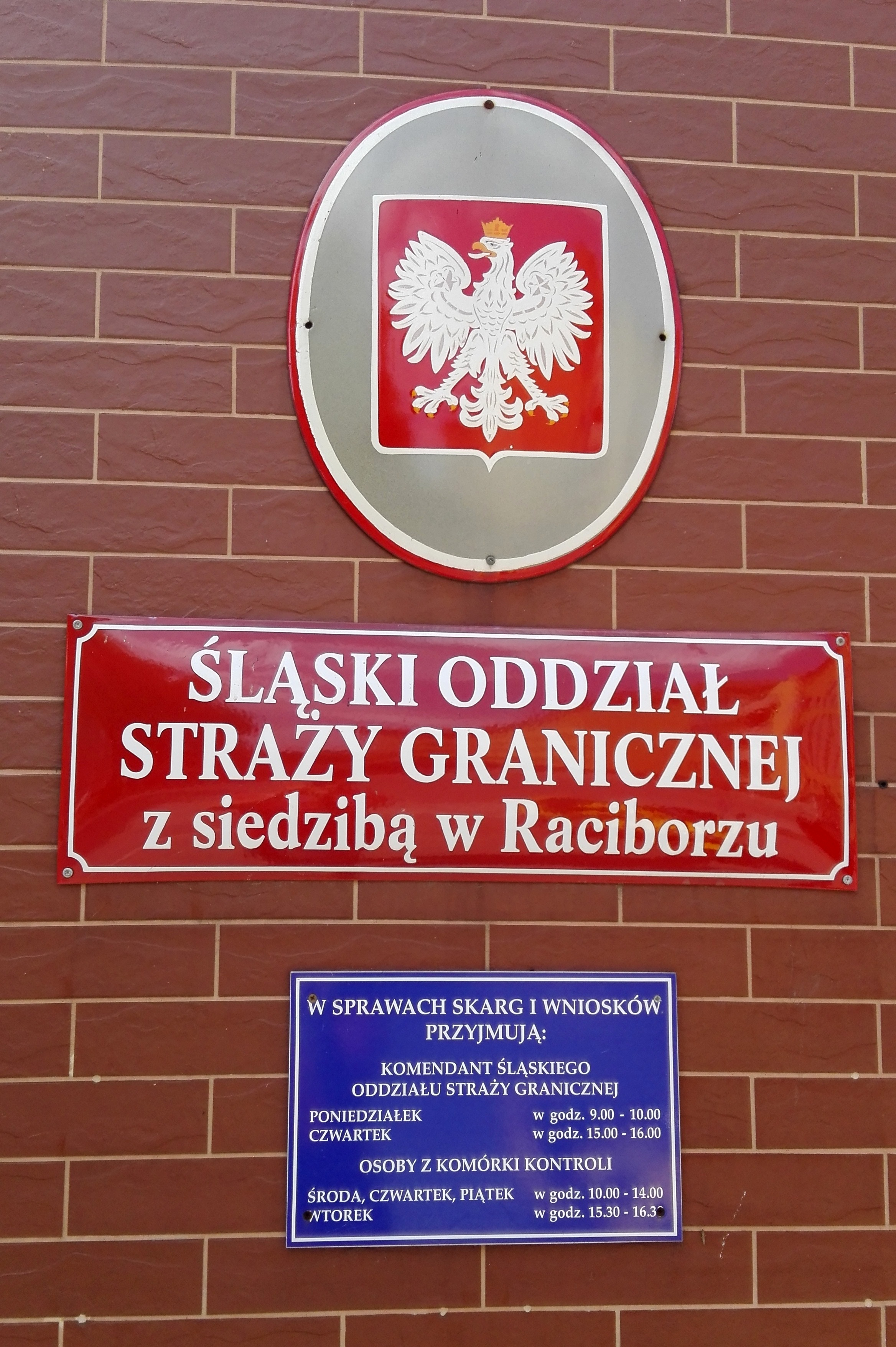
Tablice informacyjne (sierpień 2017)

7 maja 1991 Komendant Główny Straży Granicznej płk prof. dr hab. Marek Lisiecki wydał zarządzenie nr 021 na mocy którego 16 maja 1991 rozwiązano Górnośląską Brygadę Wojsk Ochrony Pogranicza w Gliwicach. Jednocześnie na mocy tego zarządzenia został utworzony Śląski Oddział Straży Granicznej w Raciborzu według etatu nr 44/07 o stanie osobowym 681 funkcjonariuszy i 77 pracowników urzędów państwowych.
Decyzją nr 27 Komendanta Głównego Straży Granicznej z 26 maja 1993 nadano Śląskiemu Oddziałowi Straży Granicznej w Raciborzu imię „Powstańców Śląskich” oraz sztandar. Uroczyste wręczenie sztandaru miało miejsce 10 listopada 1993 na Górze św. Anny.
Zarządzeniem nr 64 Komendanta Głównego Straży Granicznej z dnia 2 listopada 2010 określono i wprowadzono symbol Śląskiego Oddziału Straży Granicznej.
Śląski Oddział Straży Granicznej funkcjonował do 30 czerwca 2013, kiedy to zmieniono nazwę na Śląsko-Małopolski Oddział Straży Granicznej z siedzibą w Raciborzu.

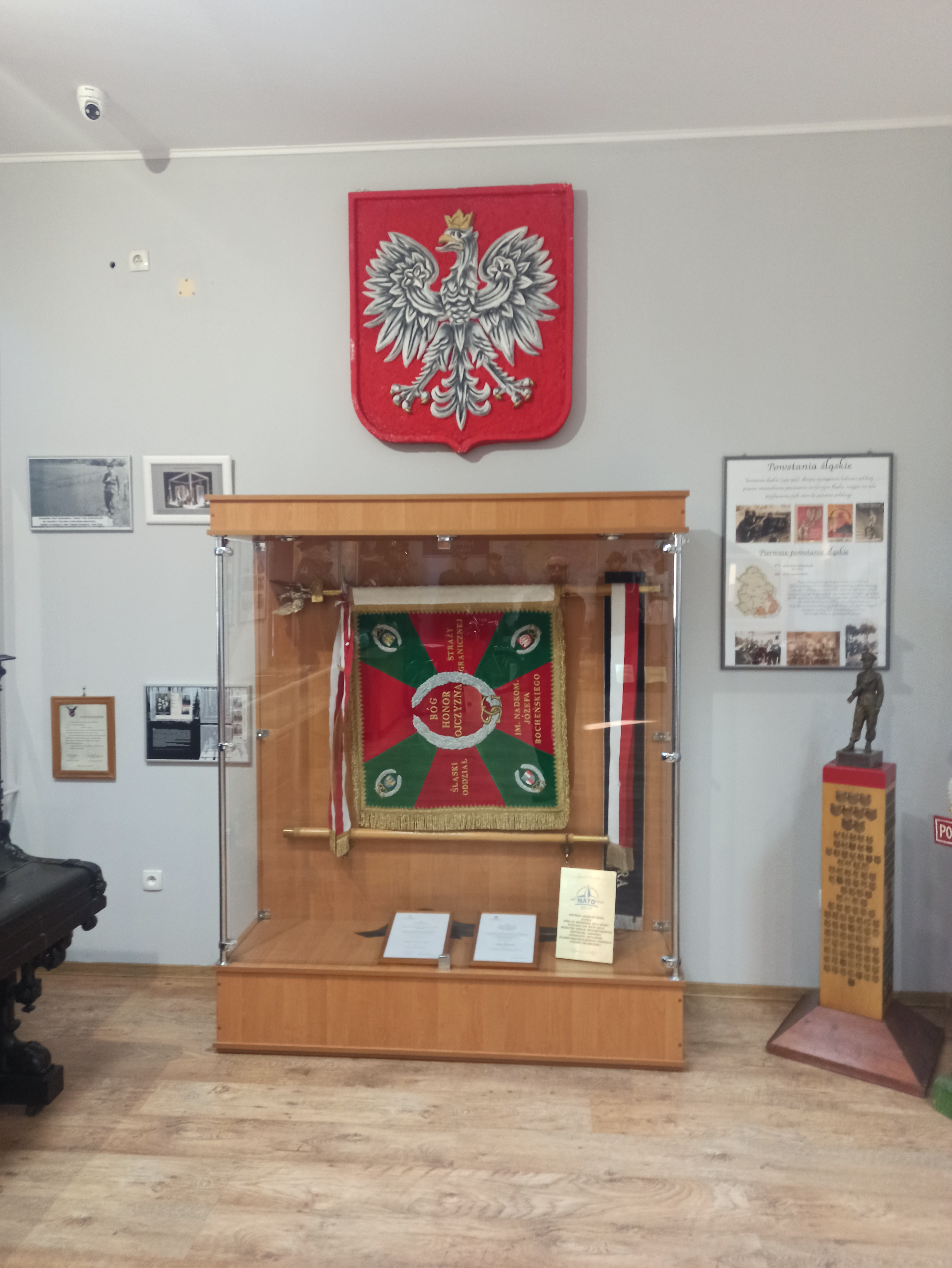
Izba tradycji, sztandar ŚlOSG (luty 2024)

Zgodnie z Rozporządzeniem Ministra Spraw Wewnętrznych i Administracji z 27 kwietnia 2016 w sprawie utworzenia Karpackiego Oddziału Straży Granicznej oraz zmiany rozporządzenia w sprawie utworzenia oddziałów Straży Granicznej Śląsko-Małopolski Oddział Straży Granicznej z dniem 1 września zmienił nazwę na Śląski Oddział Straży Granicznej im. nadkom. Józefa Bocheńskiego z siedzibą w Raciborzu.
Zarządzeniem nr 81 Komendanta Głównego Straży Granicznej z 28 lipca 2016, załącznik nr 9, określono i wprowadzono nowy symbol Śląskiego Oddziału Straży Granicznej.

## Zasięg terytorialny

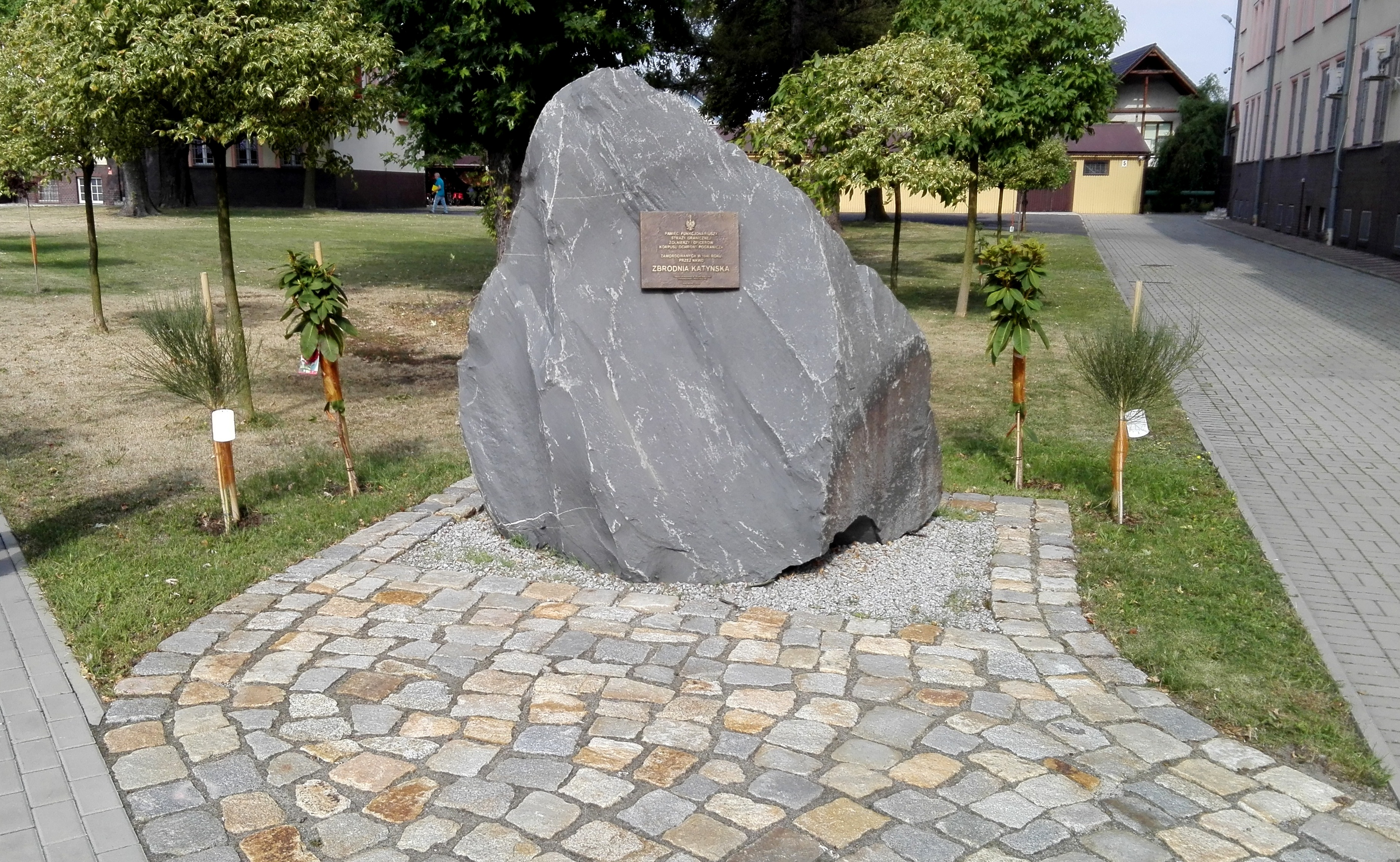
Komenda Oddziału – Pomnik „Pamięci funkcjonariuszy Straży Granicznej, żołnierzy i oficerów Korpusu Ochrony Pogranicza zamordowanych w 1940 przez NKWD Zbrodnia Katyńska“. (sierpień 2017)

Śląski Oddział Straży Granicznej powstał na bazie Górnośląskiej Brygady WOP. Ochraniał granicę państwową od znaku granicznego nr III/348 (włącznie) do znaku granicznego nr IV/170 (wyłącznie). Zabezpieczał odcinek polsko-czechosłowackiej granicy o łącznej długości 242,99 km od Godowa po Gierałcice.
1 grudnia 1998 Śląski Oddział przejął pod ochronę dalsze 76 km odcinka granicy ze zlikwidowanego Beskidzkiego OSG. Był w tym czasie odpowiedzialny za ochronę granicy z Czechami na długości 320 km od znaku granicznego nr I/1 (włącznie) do znaku granicznego nr II/170 (wyłącznie). Strefa nadgraniczna objęła swym zasięgiem: 31 gmin, na obszarze województwa śląskiego (powiaty: bielski, cieszyński, pszczyński, Jastrzębie-Zdrój, Żory, Rybnik, wodzisławski, raciborski) 16 gmin na terenie województwa opolskiego (powiaty: głubczycki, prudnicki, nyski (częściowo), krapkowicki, kędzierzyńsko-kozielski) .
12 stycznia 2002 przejął pod ochronę dalsze 32 km odcinka granicy od Sudeckiego OSG i ochraniał granicę na odcinku 358,04 km od znaku granicznego nr I/1 (włącznie) do znaku granicznego nr II/200 (wyłącznie), obejmujący województwo śląskie z wyłączeniem powiatu żywieckiego oraz wchodząca w skład powiatu cieszyńskiego część obszaru gminy Istebna na północ od linii biegnącej od znaku granicznego nr I/1 na granicy państwowej Rzeczypospolitej Polskiej z Republiką Czeską, do mostu na potoku Czadeczka, prawym brzegiem potoku Czadeczka do zetknięcia się granicy miejscowości Jaworzynka, Koniaków i Istebna, dalej granicą miejscowości Koniaków i Istebna do granicy gmin Istebna i Milówka oraz województwo opolskie.
1 stycznia 2005 zasięg terytorialny oddziału obejmował województwo śląskie: (z wyłączeniem powiatu żywieckiego) i z powiatu cieszyńskiego części obszaru gminy Istebna położoną na północ od linii biegnącej od znaku granicznego nr I/1 na granicy państwowej z Republiką Czeską, do mostu na potoku Czadeczka, prawym brzegiem potoku Czadeczka do zetknięcia się granicy miejscowości Jaworzynka, Koniaków i Istebna, do granicy gmin Istebna i Milówka oraz województwo opolskie.
1 kwietnia 2011 zasięg terytorialny oddziału obejmował województwa: opolskie i śląskie z wyłączeniem: powiatu żywieckiego oraz z powiatu cieszyńskiego części obszaru gminy Istebna położonego na południe od linii biegnącej od znaku granicznego nr I/1 na granicy państwowej Rzeczypospolitej Polskiej z Republiką Czeską, do mostu na potoku Czadeczka, prawym brzegiem potoku Czadeczka do zetknięcia się granicy miejscowości Jaworzynka, Koniaków i Istebna, dalej granicą miejscowości Koniaków i Istebna do granicy gmin Istebna i Milówka.
W terytorialnym zasięgu działania oddziału, terenowymi organami Straży Granicznej byli komendant oddziału, komendanci strażnic i granicznych placówek kontrolnych, a po reorganizacji w 2004 komendant oddziału i komendanci placówek.

## Struktura organizacyjna ŚlOSG im. Powstańców Śląskich
Struktura organizacyjna Śląskiego Oddziału Straży Granicznej w dniu 16 maja 1991 przedstawiała się następująco:

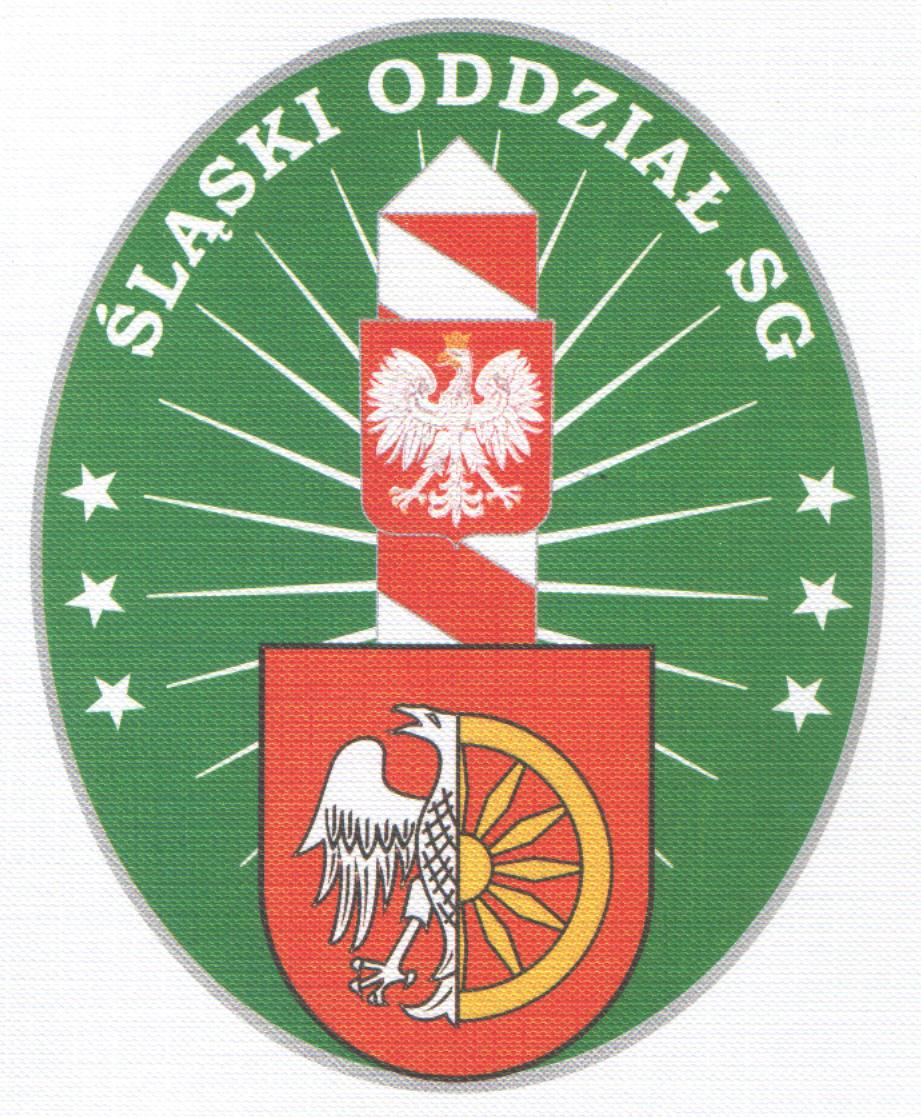
Symbol Śląskiego Oddziału Straży Granicznej im. Powstańców Śląskich

- Komendant Oddziału – mjr SG Mieczysław Podhorodyński
- Zastępca Komendanta Oddziału – płk SG Marian Kowalski[18]
- Starszy Radca Prawny – nn
- Wydział Ochrony Granicy Państwowej – mjr SG Stanisław Mika (Naczelnik)
  - Grupa Operacyjno-Rozpoznawcza w Wodzisławiu Śląskim
  - Grupa Operacyjno-Rozpoznawcza w Głubczycach
  - Grupa Operacyjno-Rozpoznawcza w Prudniku
- Wydział Kontroli Ruchu Granicznego – mjr SG Jan Kohut (Naczelnik)
- Wydział Dochodzeniowo-Śledczy – ppłk SG Henryk Kulej (Naczelnik)
  - Grupa Dochodzeniowo-Śledcza w Prudniku – kpt. SG Sergiusz Hadrych (Kierownik)
- Wydział Prezydialny – ppłk SG Mirosław Szypowski (Naczelnik)
- Wydział Łączności i Informatyki – mjr SG Jan Stradomski (Naczelnik))[19]
- Wydział Kadr i Szkolenia – ppłk SG Marian Strojny (Naczelnik)[20]
- Wydział Finansów – mjr SG Ryszard Bociek (Naczelnik)
- Wydział Techniki i Zaopatrzenia – mjr SG Waldemar Jakubek (Naczelnik):
  - Kompania Zabezpieczenia – por. SG Artur Kasperczak (Dowódca)
  - Grupa Zabezpieczenia i Techniki w Prudniku – st. chor. sztab. SG Edward Kowalczyk (Kierownik)
  - Grupa Zabezpieczenia i Techniki w Głubczycach – por. SG Krzysztof Kołodyński (Kierownik)
- Samodzielna Kompania Odwodowa SG w Prudniku – kpt. SG Mirosław Brożko (Dowódca)
- Służba Zdrowia – kpt. SG lek. Witold Wieczorek (Kierownik):
  - Izba Chorych w Prudniku.

W 1991 Śląskiemu Oddziałowi Straży Granicznej podlegały:
- Strażnica SG w Godowie (1991–15.08.2005)
- Strażnica SG w Gorzycach (1991–10.1999)
- Strażnica SG w Chałupkach (1991–2.01.2003)[21]
- Strażnica SG w Krzanowicach (1991–2.01.2003)[21]
- Strażnica SG w Kietrzu (1991–23.08.2005)
- Strażnica SG w Pilszczu (1991–24.08.2005)
- Strażnica SG w Krasnym Polu 1991–2.01.200)3[21]
- Strażnica SG w Pomorzowicach (1991–1.11.1998)
- Strażnica SG w Trzebinie (1991–2.01.2003)[21]
- Strażnica SG w Konradowie (1991–2.01.2003)[21]
- Strażnica SG w Gierałcicach (1991–2.01.2003)[21]
- Graniczna Placówka Kontrolna SG w Chałupkach – mjr SG Zenon Szmytkiewicz (Komendant)
  - (przejście drogowe) Chałupki-Bohumín,
  - (przejście kolejowe Chałupki-Bohumín).
- Graniczna Placówka Kontrolna SG w Pietrowicach
  - (przejście drogowe) Pietrowice-Krnov, Pomorzowiczki-Osoblaha.
- Graniczna Placówka Kontrolna SG w Głuchołazach – mjr SG Jan Górniak (Komendant)
  - (przejście drogowe) Głuchołazy-Mikulovice, Konradów-Zlaté Hory, Trzebina-Bartultovice
  - (przejście kolejowe) Głuchołazy-Mikulovice.

W 1992 została utworzona:
- Strażnica SG w Bliszczycach (1992–1998)

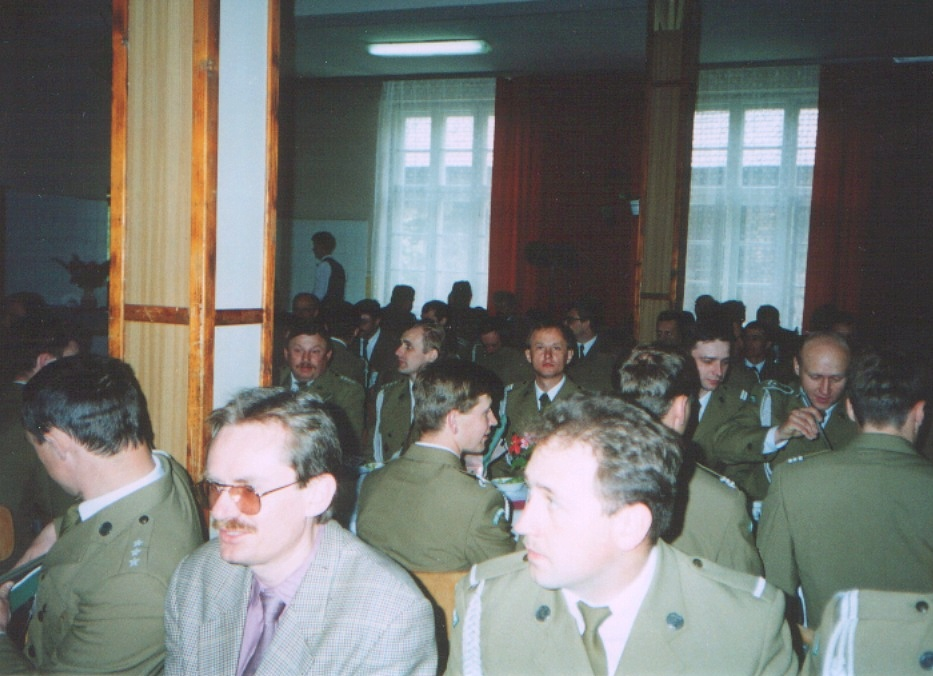
Funkcjonariusze podczas Święta Straży Granicznej (wspólna „grochówka“ na stołówce) (maj 1993)

W październiku 1993 została utworzona:
- Graniczna Placówka Kontrolna SG w Pietraszynie – mjr SG Zbigniew Kamiński (Komendant)
  - (przejście drogowe) Pietraszyn-Sudice.

W 1994:
- Samodzielna Kompania Odwodowa SG w Prudniku została przeniesiona do Głubczyc
- Została utworzona Strażnica SG w Pokrzywnej (1.05.1994–2001)

1 maja 1994 została utworzona:
- Graniczna Placówka Kontrolna SG w Katowicach-Pyrzowicach – kpt. SG Adam Błyskal (Komendant)
  - (przejście lotnicze) Katowice-Pyrzowice obsługiwała ruch graniczny w Międzynarodowym Porcie Lotniczym.

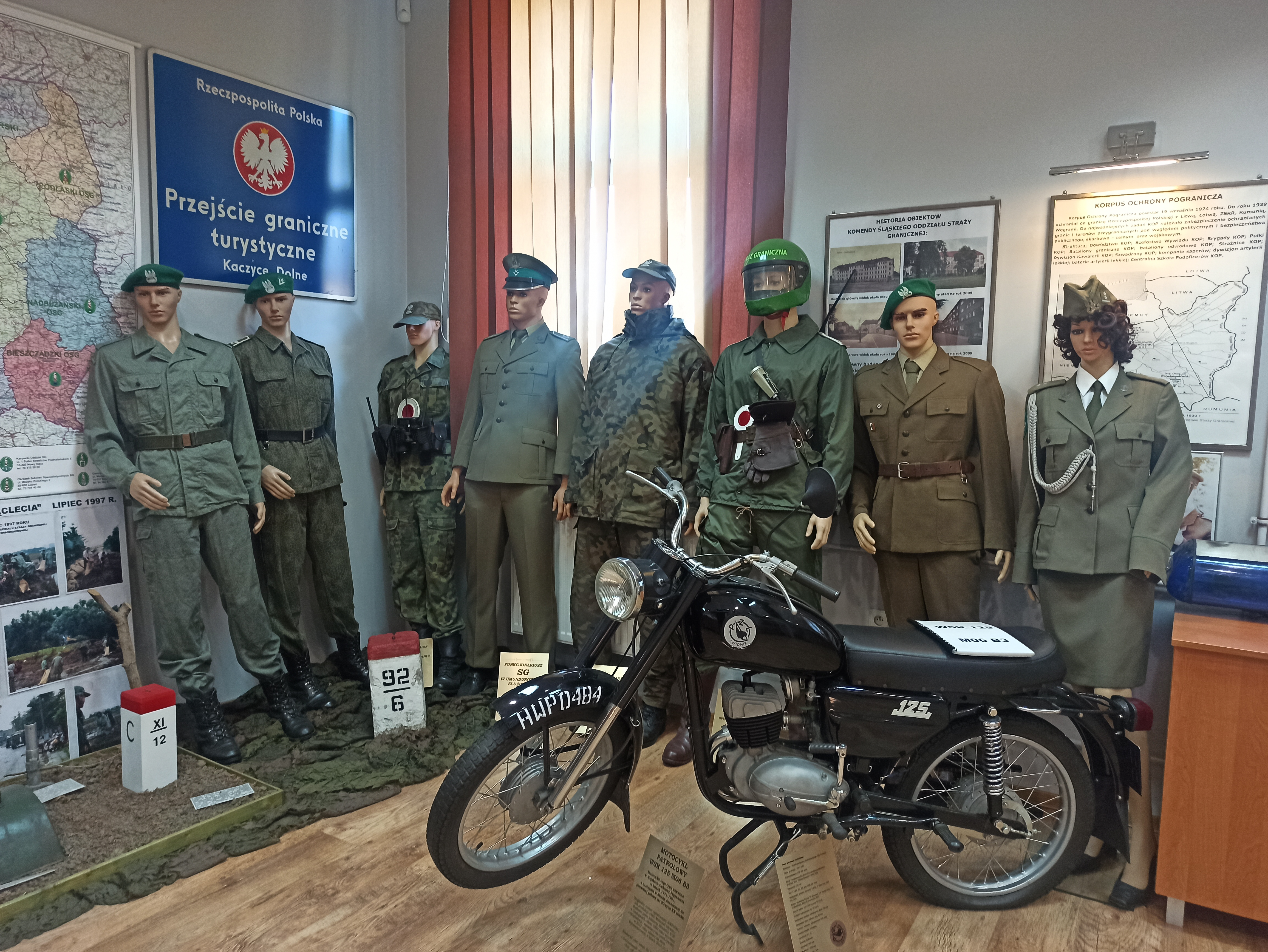
Izba tradycji ŚlOSG, motocykl WSK-125 M06B3 i umundurowanie funkcjonariuszy SG z 1. poł. lat 90. XX w. (luty 2024)

1 grudnia 1998 z rozformowanego Beskidzkiego OSG, oddziałowi podporządkowano:.
- Strażnica SG w Jaworzynce (1.12.1998–23.08.2005)
- Strażnica SG w Wiśle (1.12.1998–21.09.2004)
- Strażnica SG w Ustroniu (1.12.1998–23.08.2005)
- Strażnica SG w Lesznej Górnej (1.12.1998–1.01.2003)[21]
- Strażnica SG w Cieszynie (1.12.1998–15.10.2002)
- Strażnica SG w Pogwizdwie (1.12.1998–31.01.2001)
- Strażnica SG w Zebrzydowicach (1.12.1998–1.01.2003)
- Graniczna Placówka Kontrolna SG w Cieszynie (1.12.1998–23.08.2005)
  - (przejście drogowe) Cieszyn (most Wolności, most Przyjaźni)-Český Těšín (most Svobody, most Družby), Cieszyn-Chotěbuz, Jasnowice-Bukovec,
  - (przejście kolejowe) Cieszyn-Český Těšín
- Graniczna Placówka Kontrolna SG w Zebrzydowicach (1.12.1998–23.08.2005)
  - (przejście kolejowe) Zebrzydowice-Petrovice u Karviné.

W 1999 Samodzielna Kompania Odwodowa SG w Głubczycach została przeniesiona do Cieszyna i funkcjonowała do 5 listopada 2005, kiedy to została rozwiązana.
1 marca 2000 została utworzona:
- Graniczna Placówka Kontrolna SG w Lesznej Górnej – kpt. SG Zbigniew Liszka (Komendant)
  - (przejście drogowe) Leszna Górna-Horní Líštná
  - (przejście drogowe) Jasnowice-Bukovec.

1 lutego 2001 została utworzona (ponownie odtworzona):
- Strażnica SG w Pomorzowicach (1.02.2001–23.08.2005)

12 stycznia 2002 z Sudeckiego OSG, oddziałowi podporządkowano:
- Strażnica SG w Jasienicy Górnej (12.01.2002–23.08.2005)
- Strażnica SG w Gościcach (12.01.2002–2.01.2003)[21]
- Graniczna Placówka Kontrolna SG w Paczkowie (12.01.2002–23.08.2005)
  - (przejście drogowe) Paczków-Bílý Potok.

Od 2003 funkcjonowanie Śląskiego Oddziału Straży Granicznej regulowało Zarządzenie nr 30 Komendanta Głównego Straży Granicznej z 16 września 2003 w sprawie nadania regulaminu organizacyjnego Komendzie Śląskiego Oddziału Straży Granicznej im. Powstańców Śląskich w Raciborzu (Dz. Urz. KGSG Nr 4, poz. 36) z późniejszymi zmianami.
Komendą oddziału kierował Komendant Oddziału przy pomocy zastępców Komendanta Oddziału, głównego księgowego oraz kierowników komórek organizacyjnych komendy oddziału.
W skład komendy oddziału wchodziły komórki organizacyjne, o których mowa poniżej oraz stanowiska radców prawnych, rzecznik prasowy, specjalista do spraw przeciwpożarowych, specjalistów do spraw bezpieczeństwa i higieny pracy i kapelan, oraz Zespół Audytu Wewnętrznego, które były bezpośrednio nadzorowane przez Komendanta Oddziału.
- Komórkami organizacyjnymi komendy oddziału były[23]:
  - Wydział Prezydialny
  - Wydział Graniczny
  - Wydział Operacyjno-Śledczy
  - Wydział do Spraw Cudzoziemców
  - Wydział Koordynacji Działań
  - Wydział Łączności i Informatyki
  - Wydział Kadr i Szkolenia
  - Wydział Finansów
  - Wydział Techniki i Zaopatrzenia
  - Wydział Ochrony Informacji Niejawnych
  - Samodzielna Sekcja Nadzoru i Kontroli
  - Samodzielna Sekcja Analizy Ryzyka
  - Publiczny Zakład Opieki Zdrowotnej Śląskiego Oddziału Straży Granicznej z siedzibą w Raciborzu
  - Samodzielna Sekcja Szkolenia w Cieszynie (09.2003–06.2009)
  - Kompania Szkolna w Cieszynie.

24 sierpnia 2005 w miejsce dotychczas funkcjonujących strażnic oraz granicznych placówek kontrolnych utworzono placówki Straży Granicznej. Funkcjonariusze i pracownicy pełniący służbę i zatrudnieni w strażnicach oraz granicznych placówkach kontrolnych Straży Granicznej stali się odpowiednio funkcjonariuszami i pracownikami placówek Straży Granicznej.
24 sierpnia 2005 Śląskiemu Oddziałowi Straży Granicznej podlegały:
- Placówka SG w Jaworzynce (24.08.2005–15.01.2008)[25]
- Placówka SG w Ustroniu (24.08.2005–15.01.2008)[25]
- Placówka SG w Lesznej Górnej (24.08.2005–15.06.2006)[26]
- Placówka SG w Cieszynie (24.08.2005–1.01.2014)
- Placówka SG w Zebrzydowicach (24.08.2005–14.05.2010)
- Placówka SG w Chałupkach (24.08.2005–15.01.2008)[25]
- Placówka SG w Pietraszynie (24.08.2005–31.12.2009)[27]
- Placówka SG w Kietrzu (24.08.2005–15.01.2008)[25]
- Placówka SG w Pietrowicach z siedzibą w Krasnym Polu (24.08.2005–15.01.2008)[25]
- Placówka SG w Pomorzowicach (24.08.2005–15.06.2006)
- Placówka SG w Głuchołazach z siedzibą w Konradowie (24.08.2005–15.01.2008)[25]
- Placówka SG w Jasienicy Górnej (24.08.2005–15.06.2006)
- Placówka SG w Paczkowie (24.08.2005–15.01.2008)[25]
- Placówka SG w Katowicach-Pyrzowicach.

15 stycznia 2008 zostały powołane:
- Placówka SG w Opolu (od 15.01.2008)
- Placówka SG w Nysie  z siedzibą tymczasową w Konradowie (15.01.2008–15.12.2010)[28].

Od 18 lutego 2009 w strukturze Śląskiego Oddziału SG znajdowała się Wspólna Placówka w Chotěbuz, realizująca zadania polegające na zwiększeniu poziomu bezpieczeństwa poprzez współpracę służb granicznych, policyjnych i celnych Rzeczypospolitej Polskiej i Republiki Czeskiej.
1 stycznia 2010 została powołana:
- Placówka SG w Raciborzu.

15 maja 2010 została powołana:
- Placówka SG w Rudzie Śląskiej[30].

W okresie 16 grudnia 2010–30 czerwca 2013 (do rozformowania) w terytorialnym zasięgu służbowej działalności Śląskiego OSG funkcjonowało 5 placówek SG, spośród których 3 miały przypisane odcinki granicy, o łącznej długości 358,04 km w:
- Cieszynie – odcinek: Trójstyk Beskid I/1 – I/148a, o długości 76,58 km
- Raciborzu – odcinek: I/148a – II/124, o długości 180,80 km
- Opolu – odcinek: II/124 – II/200, o długości 100,66 km
- Rudzie Śląskiej
- Katowicach-Pyrzowicach – obsługująca przejście graniczne Katowice-Pyrzowice w Międzynarodowym Porcie Lotniczym.

## Komendanci oddziałów

### Komendanci ŚlOSG im. Powstańców Śląskich

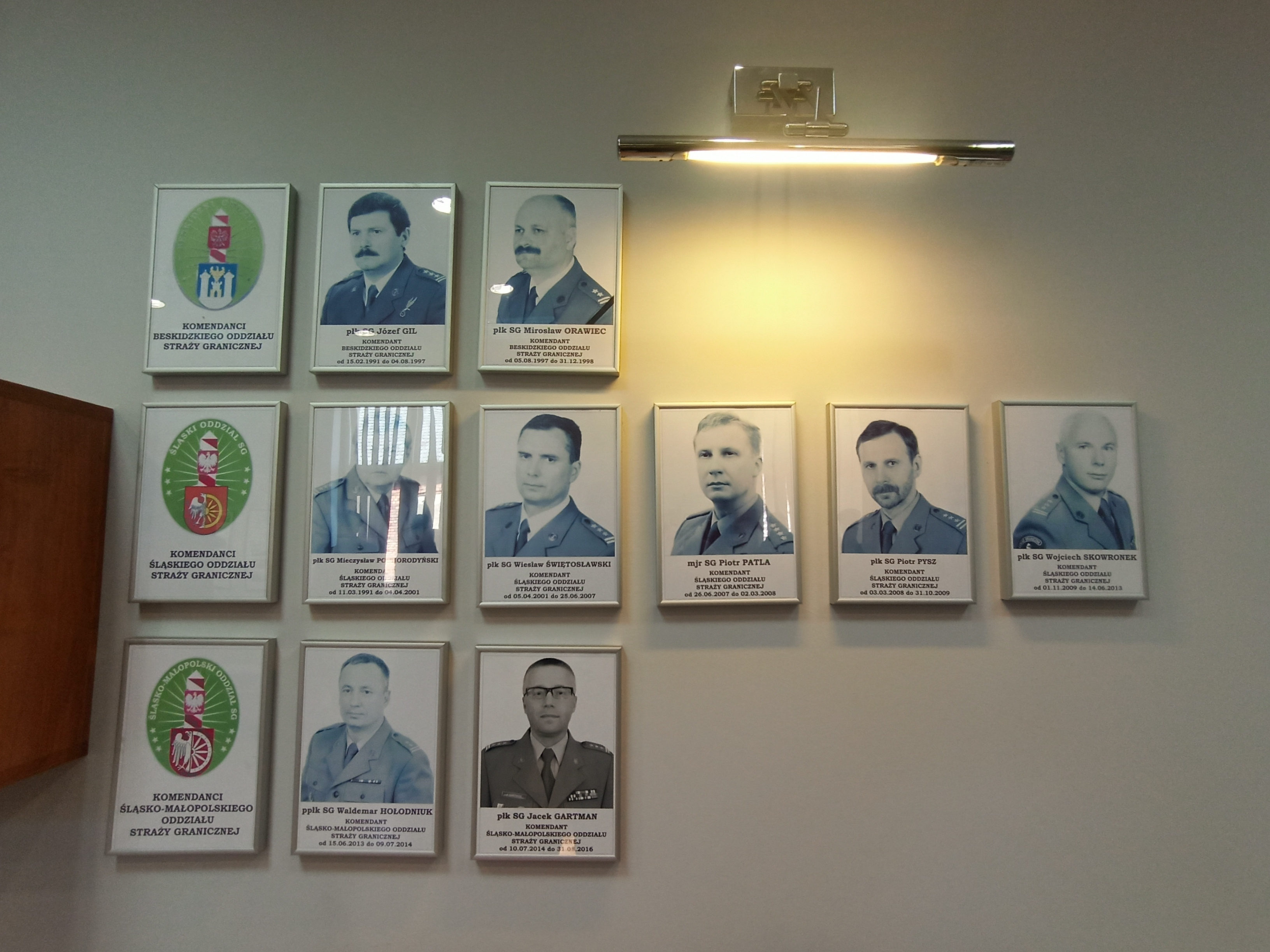
Izba tradycji ŚlOSG, komendanci oddziałów SG: Beskidzkiego, Śląskiego i Śląsko-Małopolskiego (luty 2024)

- mjr SG/płk SG Mieczysław Podhorodyński (11.03.1991–4.04.2001)[31]
- płk SG Wiesław Świętosławski (p.o. 5.04.2001–11.07.2001, 12.07.2001–25.06.2007)[31]
- mjr SG Piotr Patla (p.o. 26.06.2007–25.09.2007, 26.09.2007–2.03.2008)[31]
- płk SG Piotr Pysz (3.03.2008–31.10.2009)[31]
- ppłk SG/płk SG Wojciech Skowronek (1.11.2009–14.06.2013)[31]
- ppłk SG Waldemar Hołodniuk (15.05.2013–30.06.2013)[31] .

### Komendanci ŚlOSG im. nadkom. Józefa Bocheńskiego
- płk SG/gen. bryg. SG Adam Jopek (1.09.2016[32]–21.02.2024[33]).
- gen. bryg. SG Andrzej Jakubaszek (22.02.2024[33]–obecnie).